# L.H. le Febvre
Luitenant-kolonel L.H. le Febvre was een Frans officier. Hij werd in 1825  door Koning Willem I tot Officier in de Militaire Willems-Orde benoemd.
Om de vijfde verjaardag van de Militaire-Willems-Orde luister bij te zetten had de koning op 17 februari 1820 decoraties laten uitreiken aan de Franse officieren die deel uitmaakten van de commissie die de Frans-Nederlandse grens afbakende. Luitenant-generaal Maureillau kreeg in 1820 een officierskruis van de Willemsorde, de secretaris, de heer Perrey, kreeg het ridderkruis van de Orde van de Nederlandse Leeuw. Men was Kapitein le Febvre vergeten en deze omissie werd pas in 1825 goedgemaakt met een verlate benoeming tot Ridder in de Militaire Willems-Orde.